# Kuvaansaari
Kuvaansaari är en halvö i Finland. Den ligger i sjön Saimen och i kommunerna Sankt Michel och Puumala och landskapet Södra Savolax, i den södra delen av landet, 210 km nordost om huvudstaden Helsingfors. Öns största längd är 24 kilometer i nord-sydlig riktning.